# Chiapas
Pour l’article homonyme, voir Chiapas (Phantasialand).

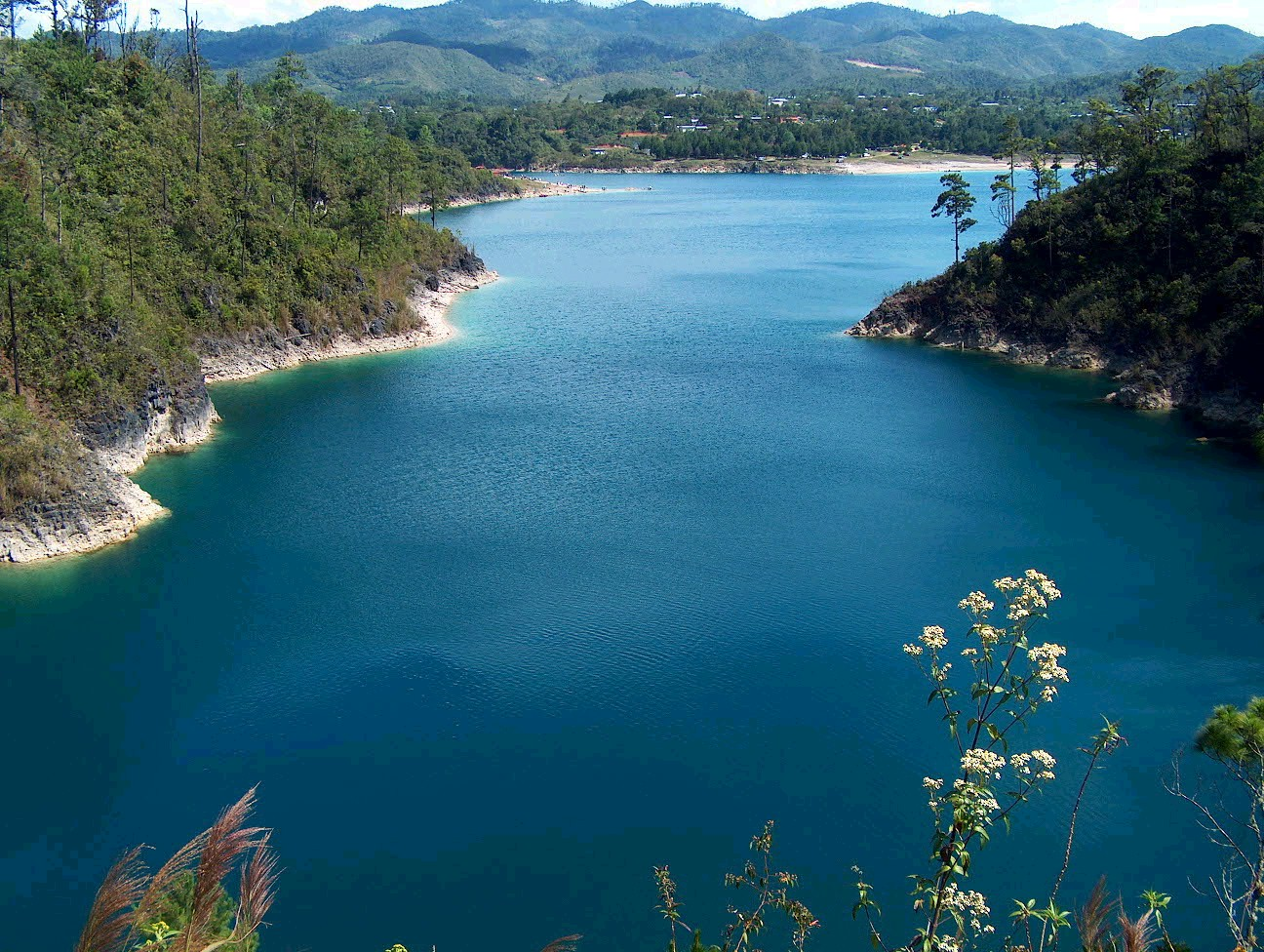
Montebello.

Le Chiapas (prononcé en espagnol : /ˈtʃjapas/), officiellement l'État libre et souverain de Chiapas (Estado Libre y Soberano de Chiapas /esˈtado ˈliβɾe i soβeˈɾano de ˈtʃjapas/), est un État du Mexique. Le Chiapas fut officiellement territoire du premier Empire mexicain du 21 juillet 1822 au 19 mars 1823 puis de la République mexicaine jusqu'au 1er juillet 1823.

Le site archéologique Palenque.

Lacandona.

Rattaché en 1824, c'est l'un des derniers à devenir l'une des 32 entités fédératives mexicaines des États-Unis du Mexique.
Sa capitale est Tuxtla Gutiérrez. Situé au sud de la péninsule de Yucatán, il est entouré par l'État de Oaxaca à l'ouest, celui de Tabasco au nord et par le Guatemala à l'est. Le Pacifique baigne son côté sud.
L'État de Chiapas est composé de 122 communes (municipios), regroupées en neuf régions économiques. Sa surface est de 75 634 km2 soit 3,8 % du Mexique — ce qui le classe au 8e rang des États les plus étendus de la fédération mexicaine.
Sa population était en 2005 de 4 293 459 habitants dont 957 255 personnes répondant à la définition d'indigène, soit 22,2 % de la population totale de l'État.
En 2006, on comptait environ 300 000 Chiapanèques émigrés aux États-Unis. Cette année-là, ils envoyèrent à leurs familles restées au Chiapas la somme de 807,6 millions de dollars. Des statistiques de 2007 indiquent que plus de 8 % de la population du Chiapas travaille aux États-Unis. Riche en ressources naturelles, le Chiapas fournissait notamment à lui seul, en 2001, 6,4 % de la production totale d'électricité du pays, 21 % du pétrole, 47 % du gaz naturel et 35 % du café du Mexique. En juin 1990, fut créée sur demande du gouvernement de l'État de Chiapas la compagnie aérienne AVIACSA (consorcio Aviacsa s.a. de c.v.) afin de satisfaire la demande croissante de transports aériens de cet État (la compagnie, non rentable, n'existe plus depuis 2010).
L'arrivée de troupes gouvernementales à la suite du soulèvement zapatiste de 1994 a provoqué une très forte augmentation de la prostitution chez les femmes indigènes de Chiapas, dont le journal La Jornada a fait part à plusieurs reprises.
L'expérience zapatiste s'étend sur une région — en grande partie composée de forêts et de montagnes — de 28 000 kilomètres carrés (l'équivalent de la superficie de la Belgique) couvrant plus d’un tiers de l’État de Chiapas. On estime que 100 000 à 250 000 personnes forment les bases de soutien du zapatisme. Elle constitue la plus importante expérience d’autogouvernement collectif de l’histoire moderne.

## Histoire
Le Chiapas tient son nom de l'époque de la colonisation espagnole. Il est inspiré par une peuplade indigène, les Soctones. Le centre politique de ce peuple d'origine et de langue Otomangue, était Nandalumi appelé Chiapan, du nahuatl Chia-apan (rivière du chia).
Nommé évêque de San Cristobal dans les années 1960, Samuel Ruiz se détache de son approche conservatrice devant l'ampleur de la pauvreté et des inégalités de la région et adhère au courant de la théologie de la libération. Il parraine la création d'associations paysannes indépendantes afin de contester la division en classe de la société chiapanèque et rechercher une amélioration des conditions de vie des plus modestes.
Dans les années 1970, ces associations paysannes sont renforcées par l'arrivée de militants d'extrême gauche réfugiés dans la région pour fuir les forces de sécurité (Massacre de Tlatelolco en 1968 et répression constante des groupes d'extrême gauche).
Au cours des années 1980, les élites de Chiapas utilisent les appareils d'État locaux et nationaux pour intimider (et régulièrement assassiner) des militants paysans. La pratique des assassinats sélectifs par les forces de sécurité ou des groupes paramilitaires proches des propriétaires terriens entraîne des désaccords entre les militants catholiques et marxistes : ces derniers préconisent de réagir par l'emploi de la lutte armée, ce à quoi les premiers s'opposent. Pour autant, l'apparition de l'Armée zapatiste de libération nationale (EZLN) en 1994 n’entraîne pas une rupture complète, celle-ci bénéficiant d'une certaine sympathie des partisans de Samuel Ruiz.
En décembre 1997, le massacre d'Acteal est perpétré par des paramilitaires appartenant a des organisations indigènes opposées à l'EZLN, tuant 45 villageois dont une majorité de femmes et d'enfants.
La région continue de subir, bien que plus occasionnellement, les attaques des paramilitaires, notamment à La Realidad en mai 2014 puis à La Garrucha à l’été 2015.

## Culture

### Architecture et patrimoine
Palenque, le canyon du Sumidero, Montebello.
Les sites de Yaxchilan et Bonampak.
Le complexe du Temple de la Croix est un ensemble de temples sur le site maya de Palenque dans l'État du Chiapas au Mexique.

### Religion
Bartolomé de las Casas fut évêque de San Cristobal au XVIe siècle, ville qui plus tard s'appellera San Cristóbal de Las Casas. Chiapas est l'État du Mexique qui compte le moins de personnes se déclarant catholique. Les personnes ne se déclarant pas de cette religion se considèrent athées ou appartenant à des églises protestantes ou évangéliques. Ce phénomène est en partie dû à la proximité du Chiapas avec le Guatemala qui compte 30 % de sa population appartenant à ces dernières églises [réf. nécessaire]. Beaucoup d'indigènes ont choisi la conversion à l'évangélisme en raison du nombre important et de l'activité de "missionnaires" venus des États-Unis et travaillant dans leurs communautés.
La présence des Témoins de Jéhovah est forte, notamment dans la zone frontalière de l'État. Pour l'Église catholique, Chiapas est divisé en trois diocèses qui ont leur siège à Tuxtla Gutierrez, Tapachula et San Cristobal de las Casas. Dans les zones peuplées par les indigènes, on note un fort mélange entre les rites catholiques et les cultes préhispaniques.
L'Église catholique s'est notamment fait remarquer pour son implication directe ou l'inspiration qu'elle a fournie dans la création d'organisations impliquées dans les enjeux sociaux et économiques de la société chiapanèque. La faible proportion de la population se déclarant de religion juive n'a fait que décroître depuis le XIXe siècle.[réf. nécessaire]

### Littérature
Le cycle romanesque dit cycle de l'Acajou de l’auteur B. Traven se déroule dans le Chiapas post-révolutionnaire et dépeint la vie des Indiens, leur exploitation par le capitalisme international et leur révolte victorieuse. L’auteur a fait disperser ses cendres au-dessus du Chiapas en 1969.

## Économie
Parts du PIB de l'état par secteur en 2008 : primaire 9,28 % secondaire 23,52 % tertiaire 67,2 % Le Chiapas a reçu en 2011 2,6 % du total des devises envoyées au pays par les expatriés mexicains soit un peu plus de 593 millions de dollars.
Plus de 70 % des habitants de l’État vivent dans la pauvreté (2021) ; les populations indigènes sont particulièrement exposées à celle-ci.
L'économie du Chiapas est pour partie liée au tourisme national et international [réf. nécessaire]. Ses conditions bioclimatiques exceptionnelles [Lesquelles ?] lui permettent en outre le développement d'une agriculture riche et diversifiée qui occupe 19 % de la superficie de l'État. Les principaux produits agricoles du Chiapas sont le café, la banane, le cacao, le maïs et la mangue, mais aussi le miel, le sucre de canne ou les piments.
Avec 7 centrales hydroélectriques, le Chiapas fournit 46,7 % de l'électricité d'origine hydroélectrique du pays soit 6,4 % de la production totale d'électricité du Mexique. La production de pétrole brut et de gaz naturel est importante et dans le nord de l'État, elle représente 6 % du pétrole brut et 23 % du gaz
naturel produits au Mexique.
Le Chiapas est un État pauvre et accumule des records en matière d'analphabétisme, de dénutrition, de mortalité infantile et de mortalité pour maladies infectieuses et respiratoires, de carence d'équipements domestiques (eau, électricité, etc).
Il n'a bénéficié qu'avec retard et seulement partiellement des acquis agraires de la révolution mexicaine, en raison du contrôle politique et social exercé par une oligarchie conservatrice et parfois raciste, surnommée la « famille chipanèque ». Jusqu'aux années 1970, existaient dans les grandes propriétés des formes d'exploitation de la main d’œuvre indigène proches du féodalisme : les paysans étaient soumis à une quasi servitude car, payés en jetons valables uniquement dans la boutique du maitre, ils contractent des dettes transmises de génération en génération qui leur imposent de rester sur place.
Après l'adoption de l'Accord de libre-échange nord-américain (Alena) en 1994, les investisseurs américains demandent au gouvernement mexicain d’éliminer la rébellion zapatiste. Dans un mémo célèbre, la Chase Manhattan Bank précise : « Bien que le Chiapas, à notre avis, ne constitue pas une menace fondamentale pour la stabilité politique mexicaine, il doit être perçu comme tel et le gouvernement devra éliminer les zapatistes pour prouver son contrôle effectif du territoire national et de la politique de sécurité. »
En 2017, près de 20 % de la superficie du Chiapas ont été cédés en concessions minières ou en projets touristiques.
L’élevage provoque dans l’État du Chiapas une forte déforestation.

## Géographie

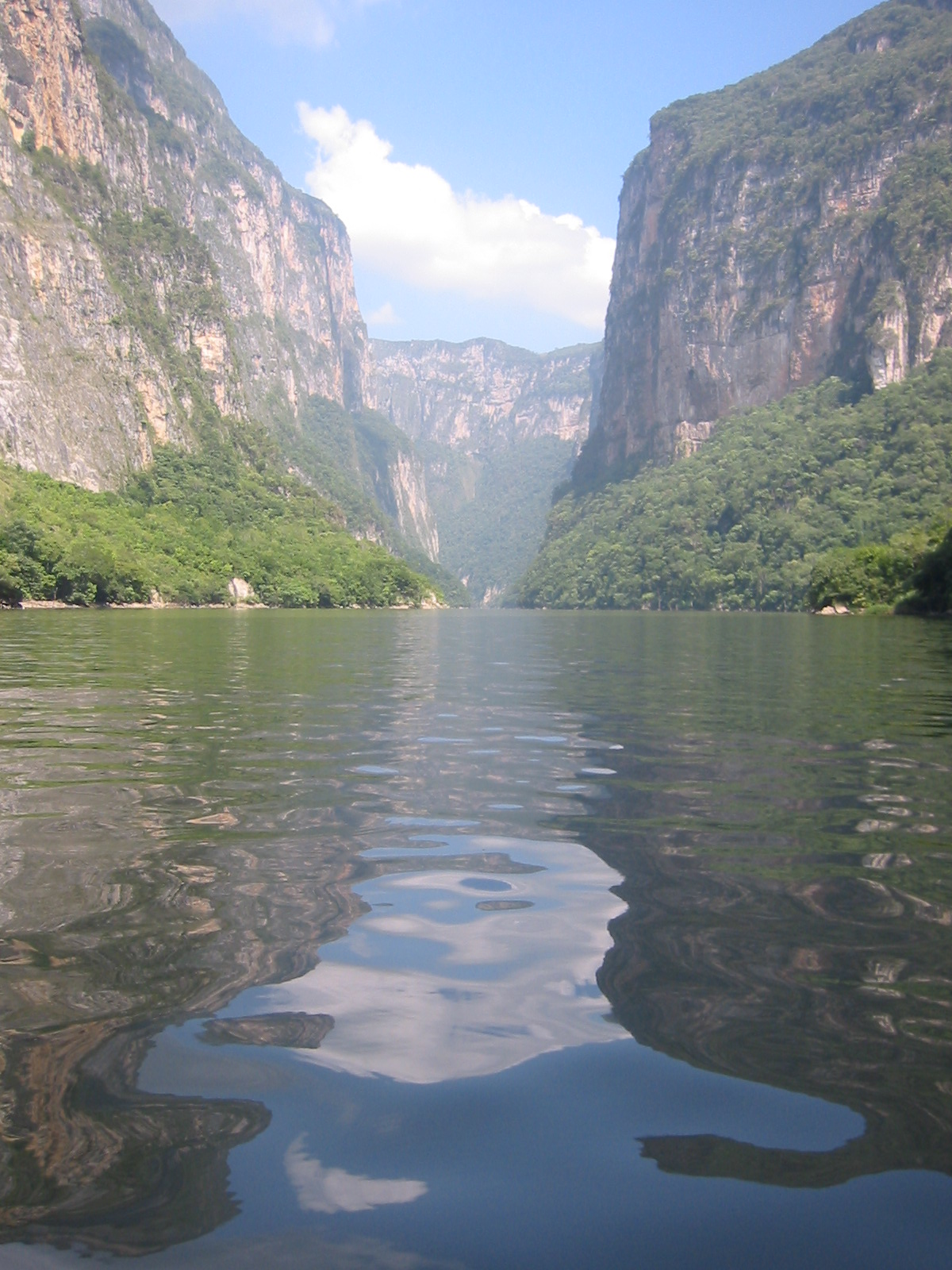
Canyon du Sumidero.

L'État du Chiapas est situé dans le sud-est du Mexique. Son relief est fortement contrasté et peut être divisé en quatre zones : la côte, les vallées centrales, les montagnes et la forêt tropicale.
- Villes principales;
  - Tuxtla Gutiérrez (434 100 habitants), capitale politique, industrielle et économique de l'État.
  - San Cristóbal de Las Casas, capitale culturelle de l'État à population en majorité indigène.
  - Tapachula (511 526 habitants), qui comporte une zone portuaire, une base militaire et un aéroport civil. 2 193 de ses habitants, soit environ 0,43 %, parlent une langue indigène (principalement le mam).[réf. nécessaire]
- Toutes les municipalités du Chiapas

### Groupes indigènes
12 groupes indigènes sont identifiés au Chiapas. Les Mayas sont les principaux: Tseltal (34,5 %), Tzotzil (36 %), Ch'ol (17,4 %), Tojol-ab'al (4,7 %). Les Zoques (5 %) occupent une importante fraction au nord ouest du territoire. Les groupes suivants : Chuj, Kanjobal, Mam, Jakalteco, Mocho, Calchiquel, Lacandons-maya caribe forment le 2,3 % restant. Ces groupes constituent 12 des 62 peuples indigènes reconnus au niveau fédéral. Il est à noter que la langue mam est encore beaucoup parlée au Guatemala mais est en voie de disparition au Chiapas. En effet, plus de 80 % de ses quelque 16 000 locuteurs chiapanèques auraient plus de 60 ans.[réf. nécessaire]

### Hydrologie
Le Río Grijalva et le Río Usumacinta sont les plus grands fleuves de la région.

### Flore et faune

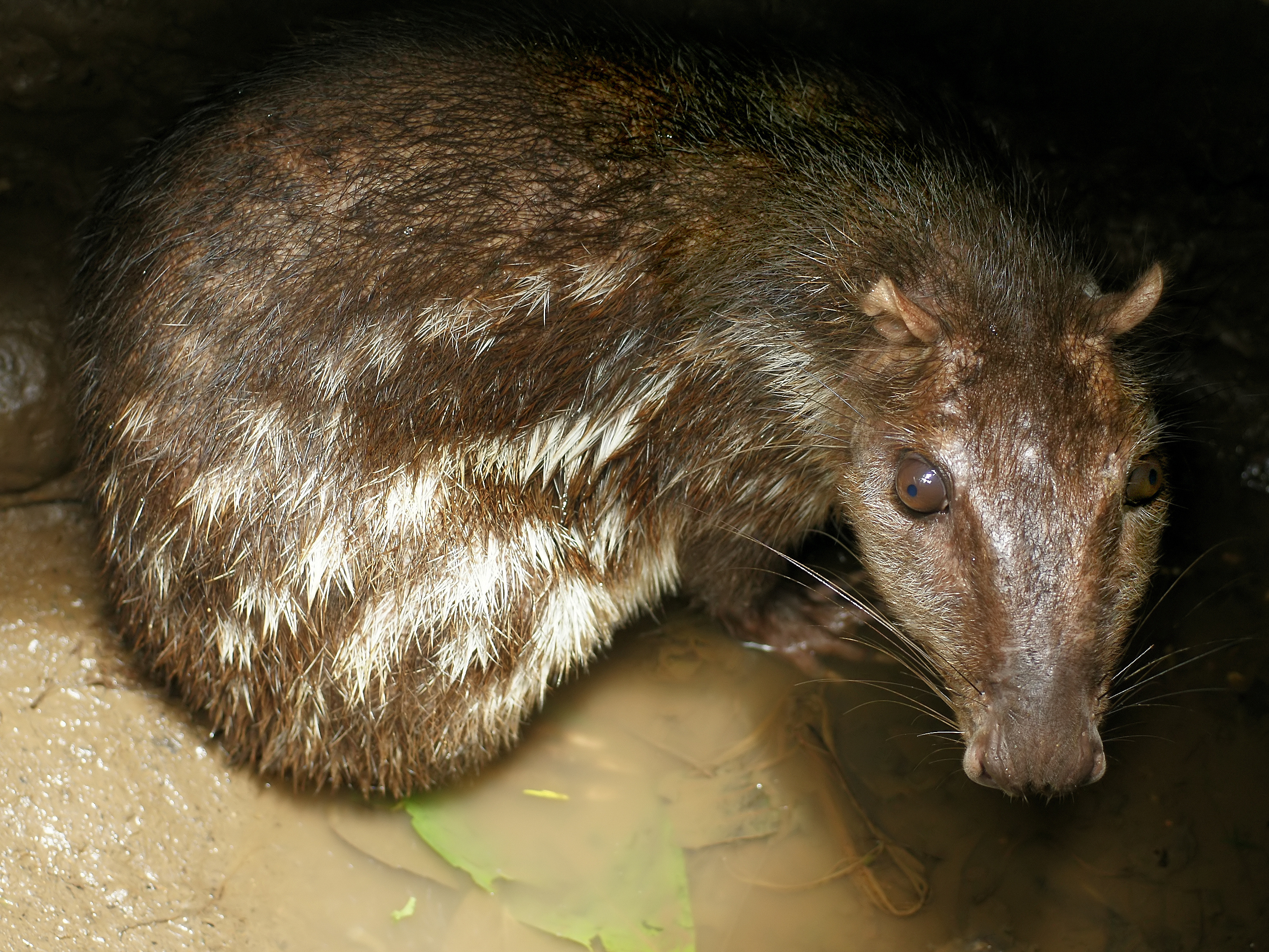
Cuniculus paca
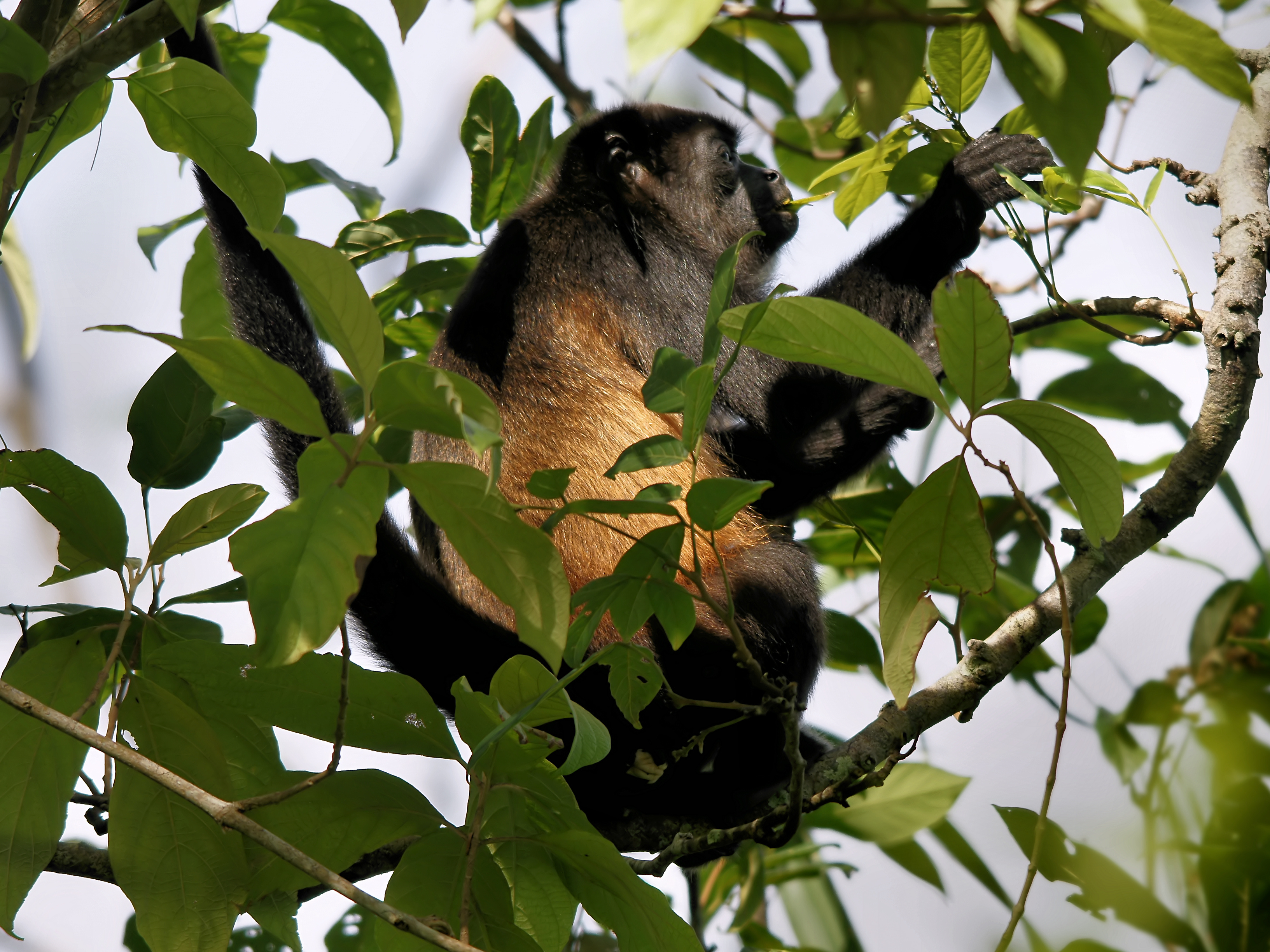
Hurleur à manteau
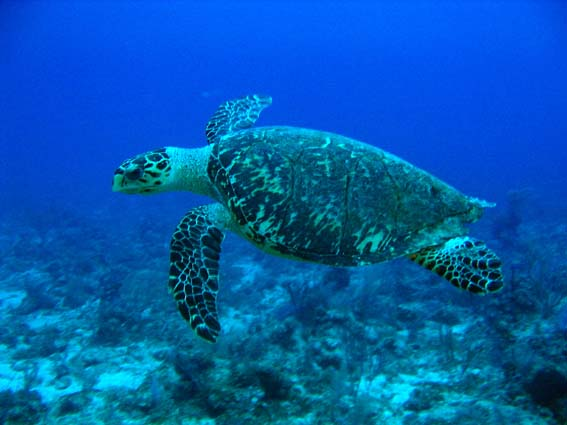
Tortue imbriquée
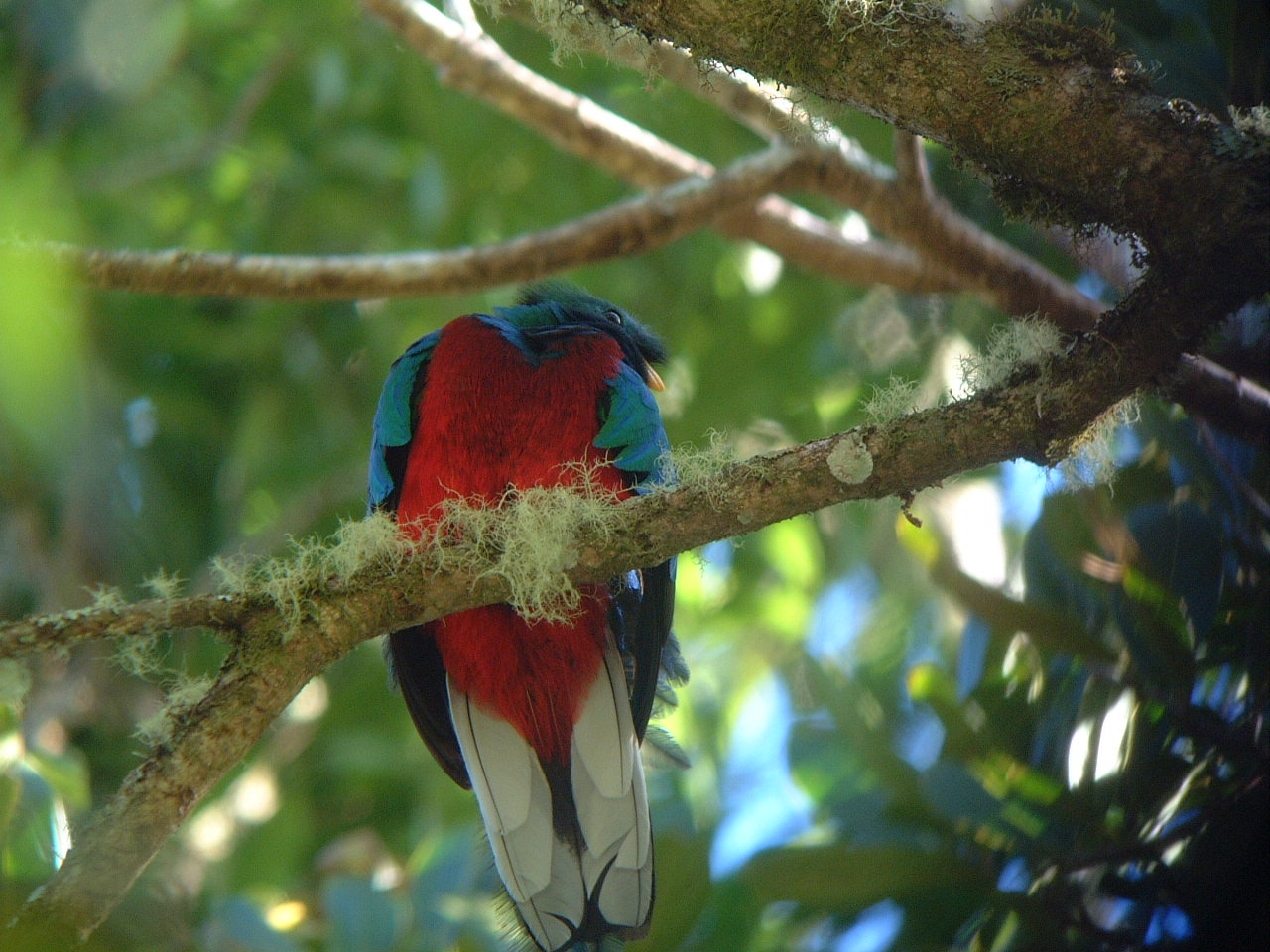
Quetzal resplendissant
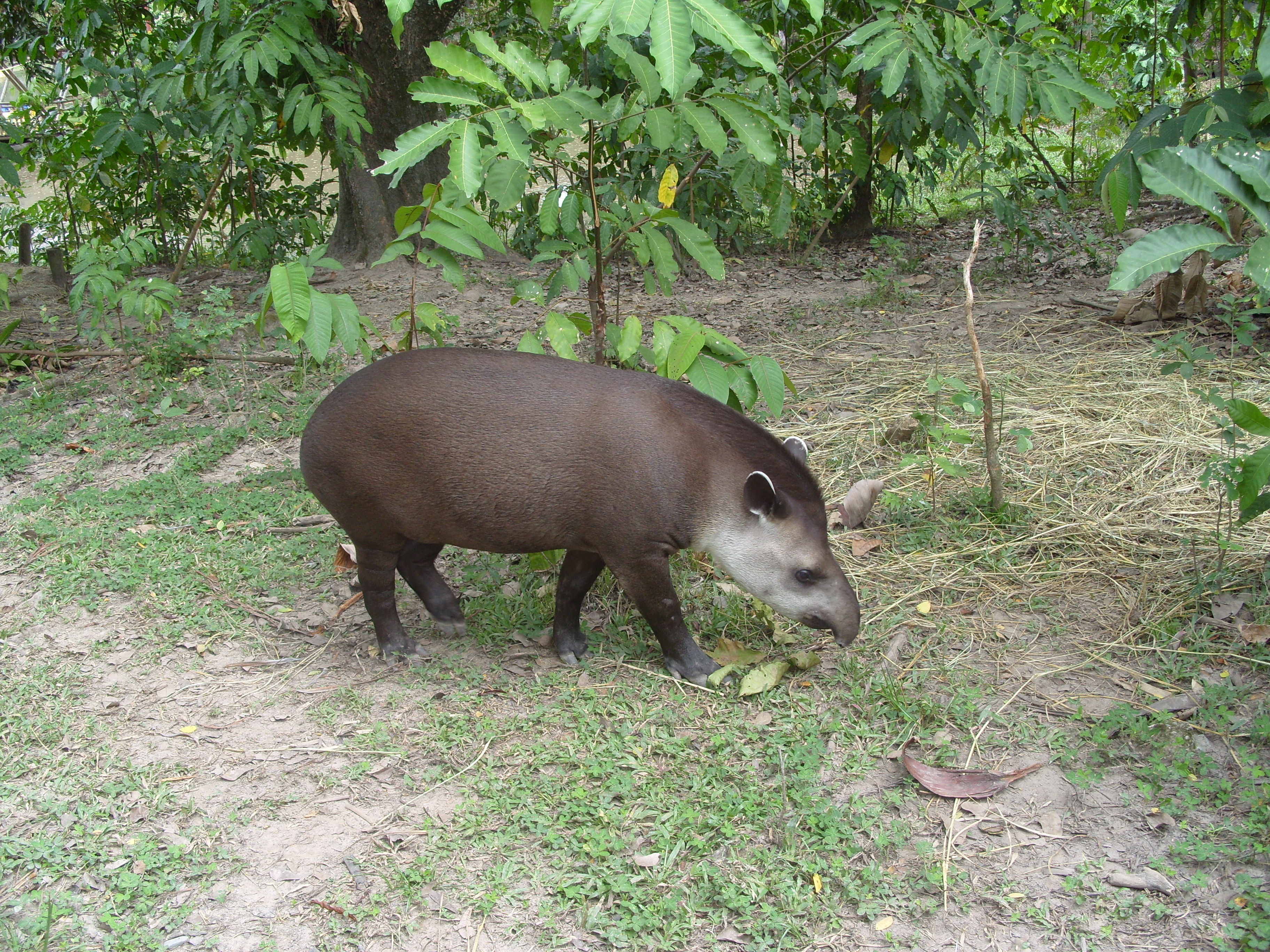
Tapir de Baird
Jaguar
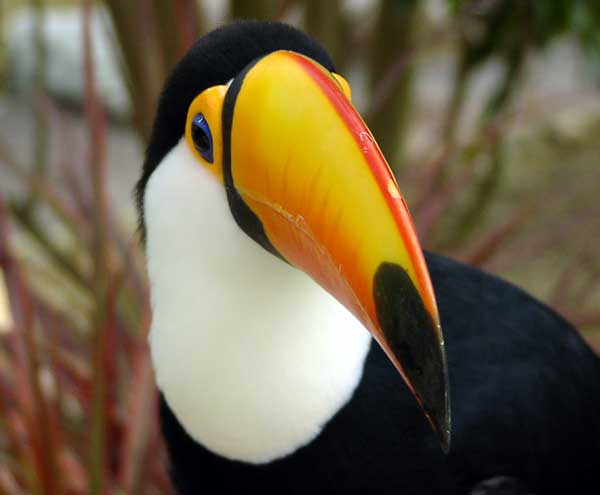
Ramphastidae
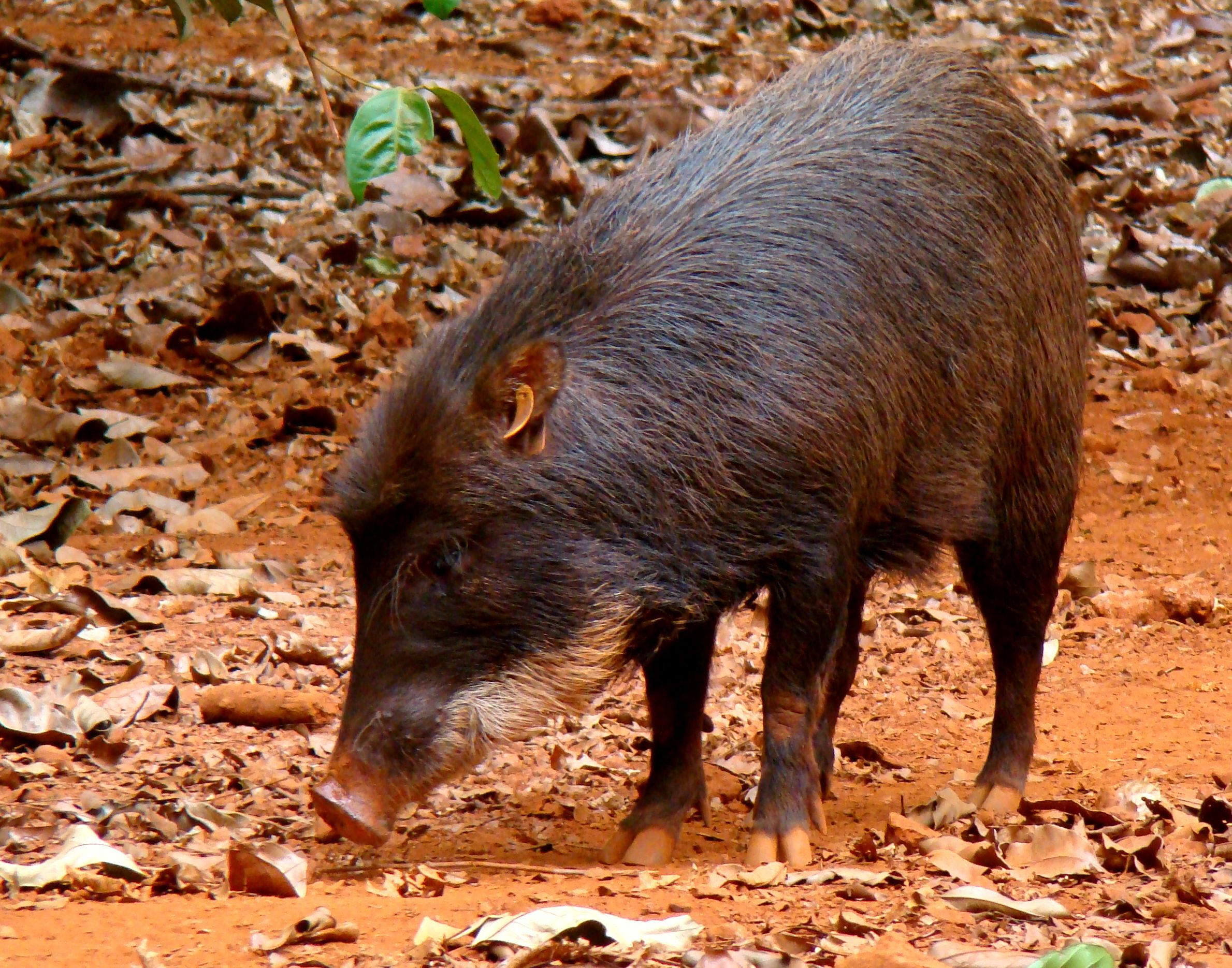
Pécari à lèvres blanches
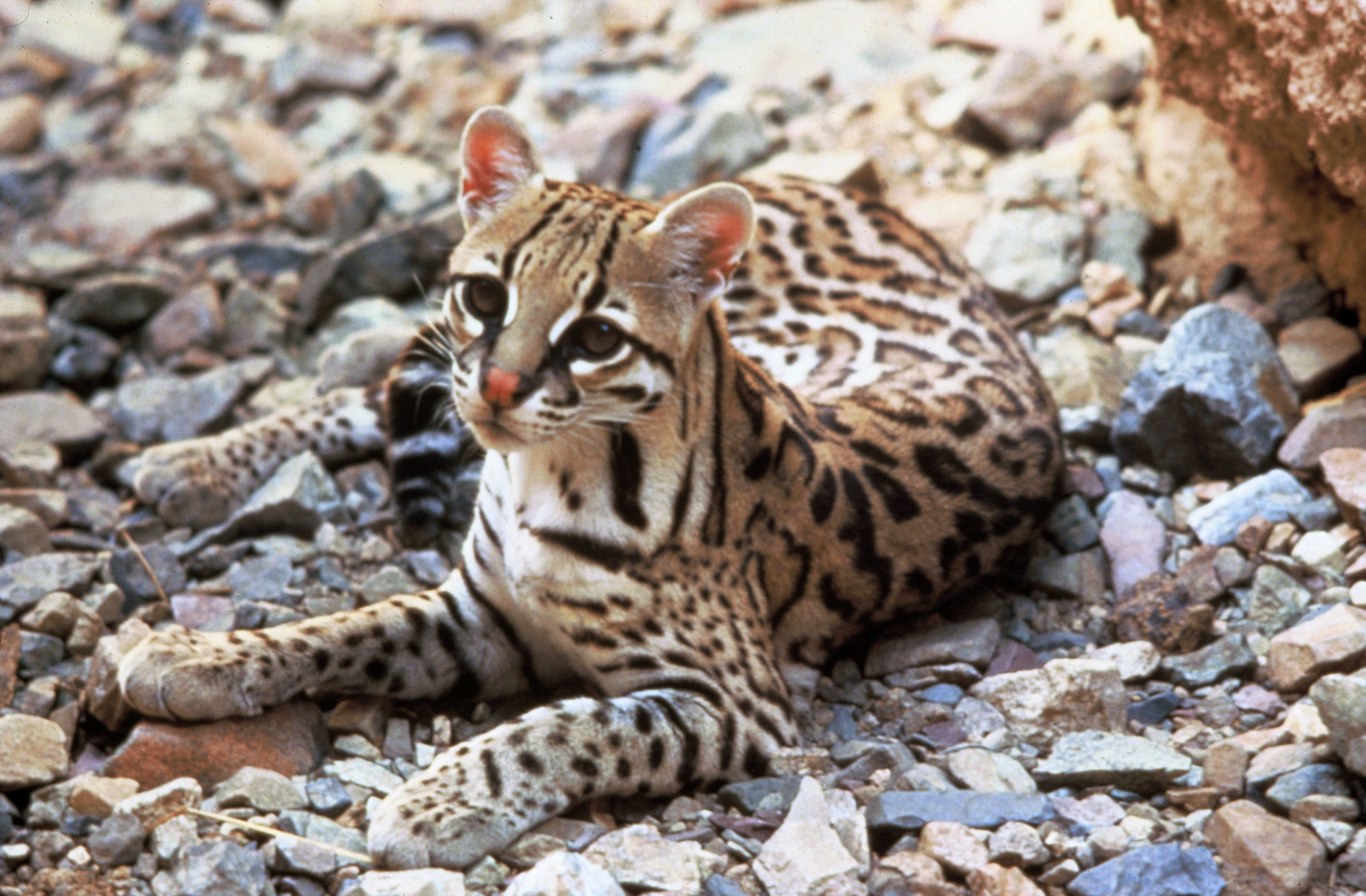
Ocelot
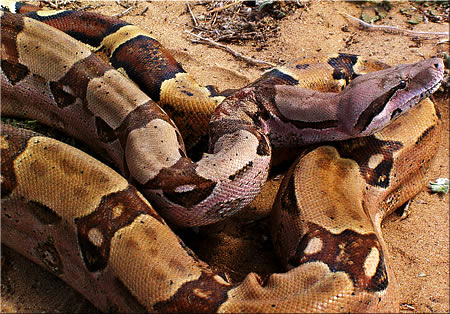
Boa constricteur
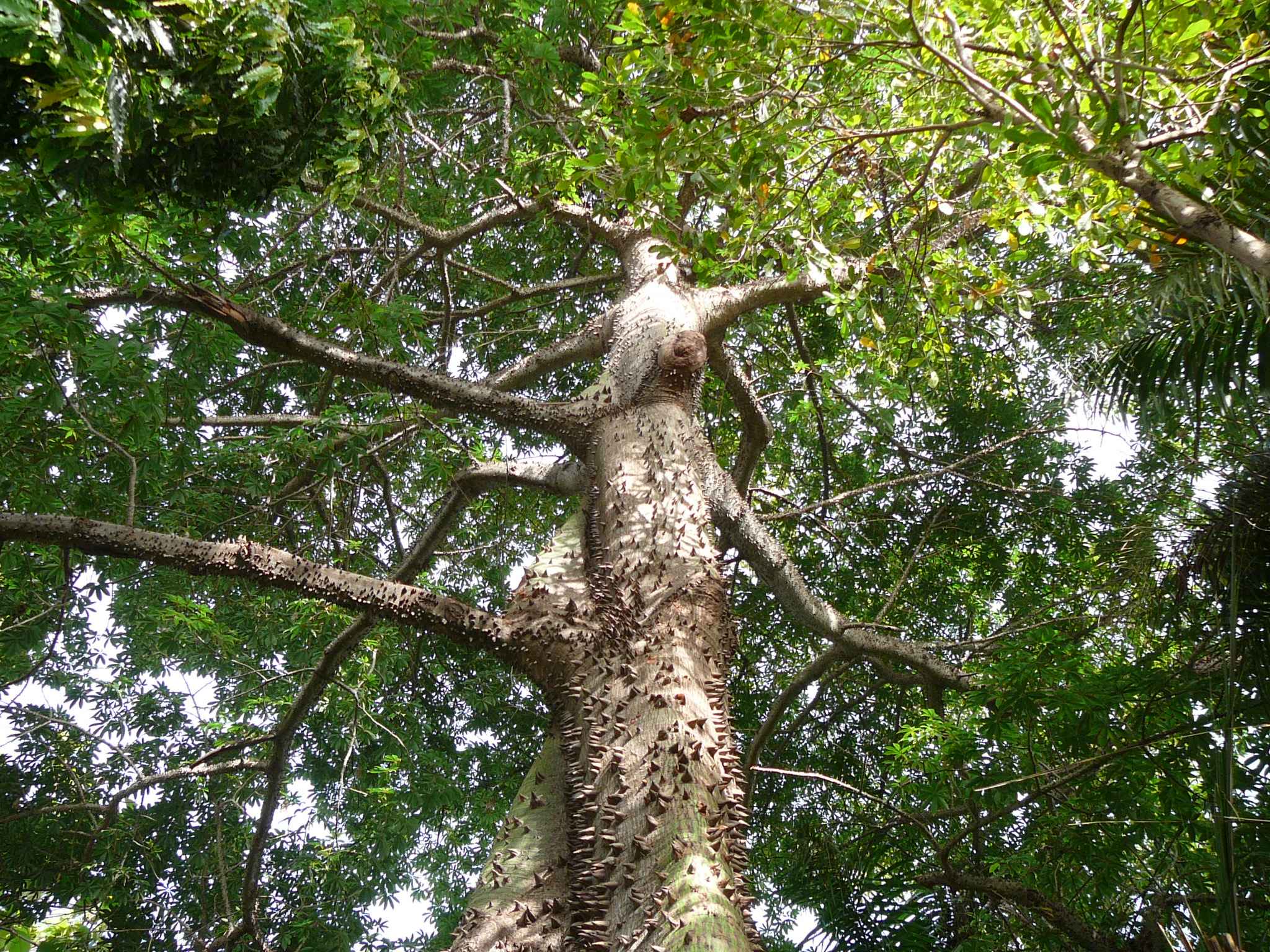
Ceiba pentandra
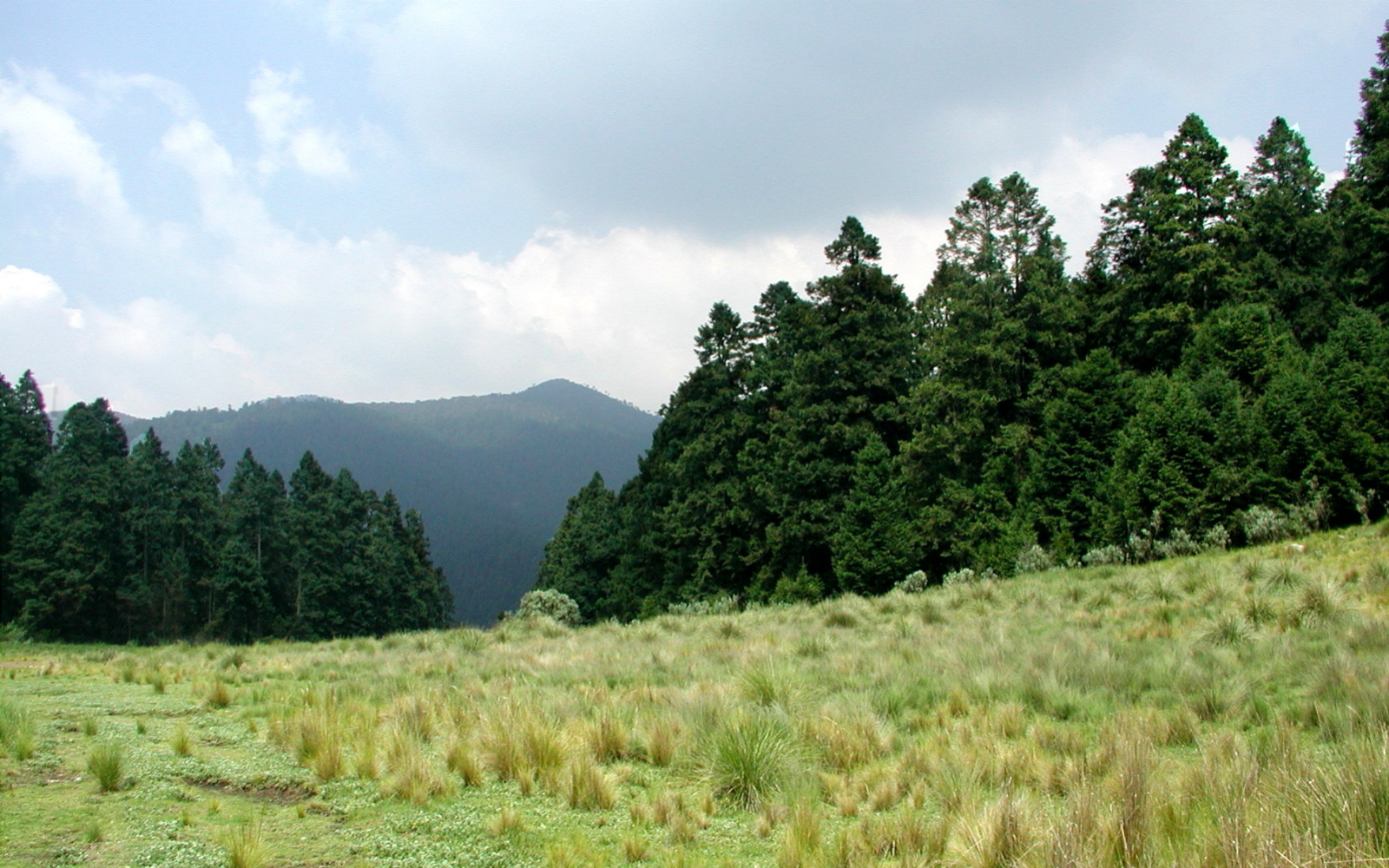
Abies religiosa
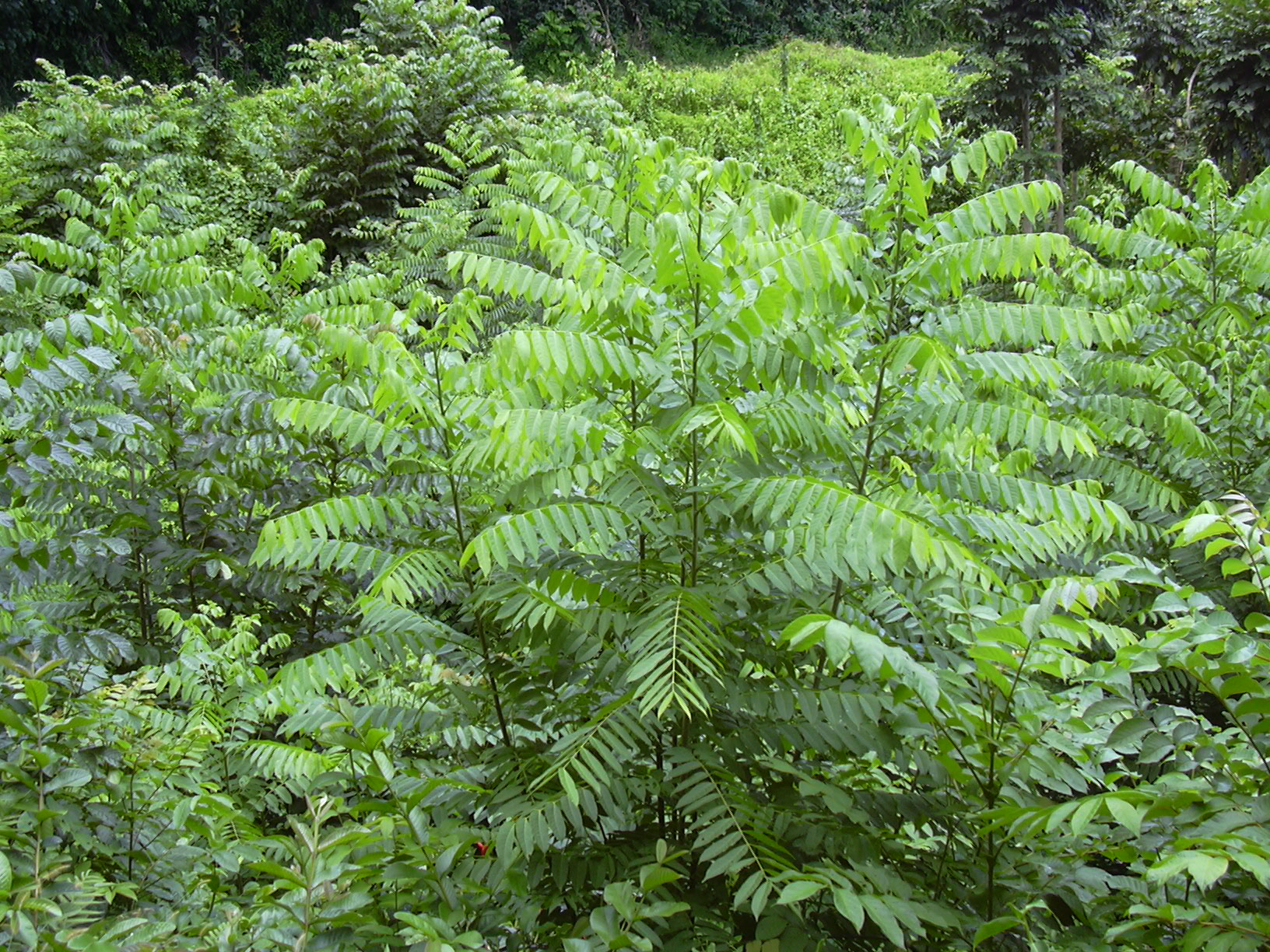
Cedrela odorata
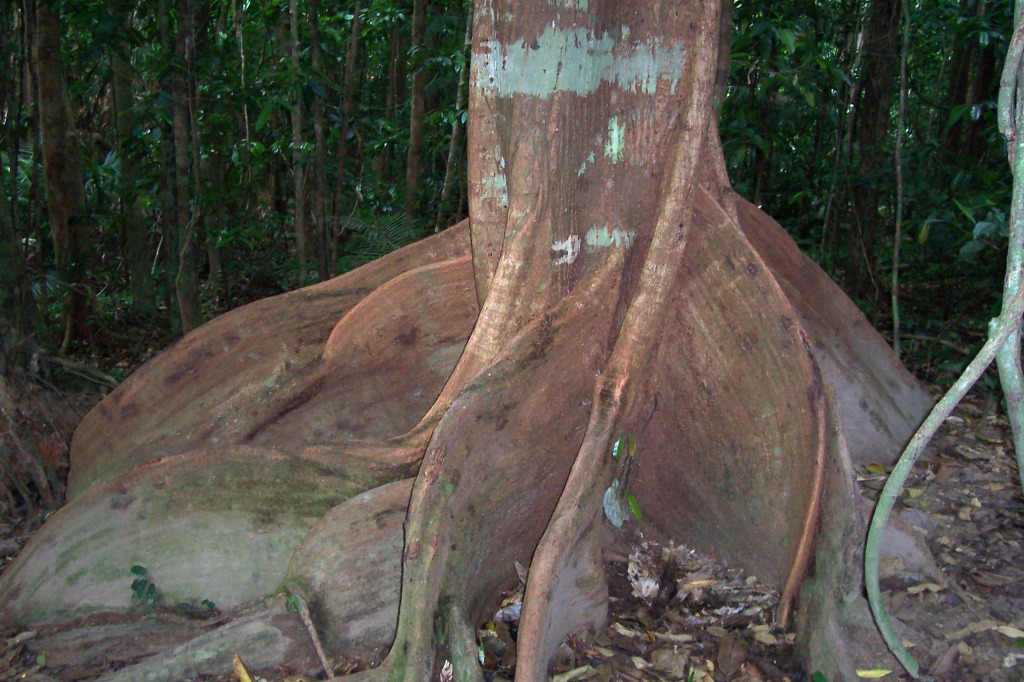
Dysoxylum pettigrewianum
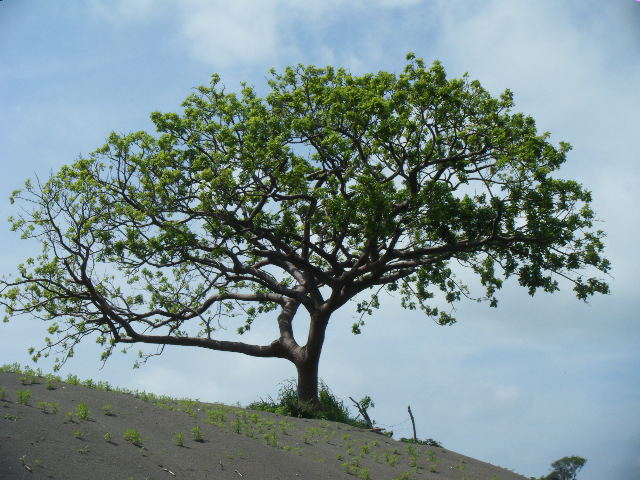
Bursera simaruba
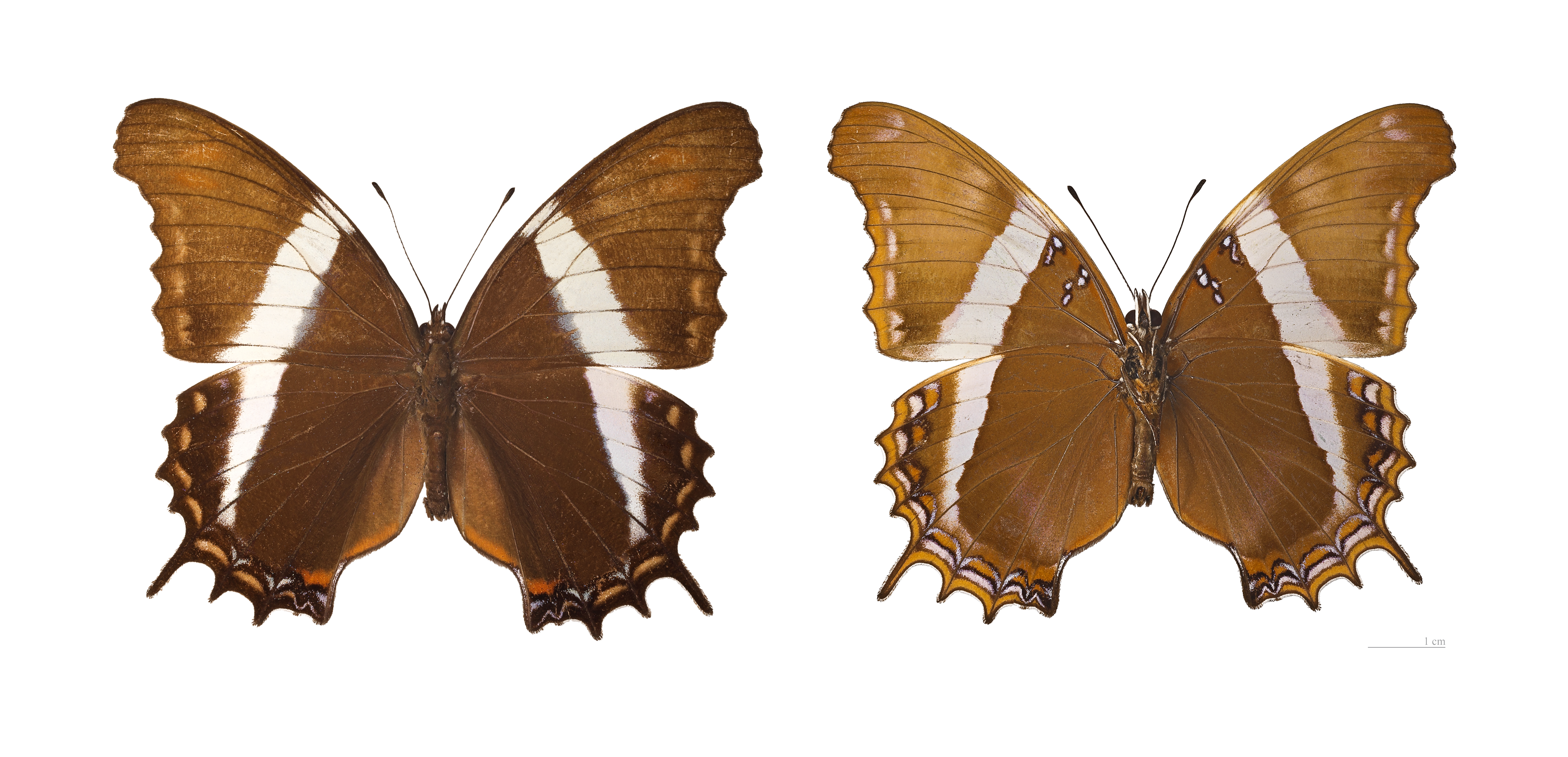
Siproeta superba superba - endémique du Chiapas